# Kismajtény
Kismajtény (románul Moftinu Mic) falu Romániában, Szatmár megyében.

## Fekvése
Nagykárolytól 14 km-re keletre, a Kraszna bal partján fekvő település, mely Nagymajténytól 5 km-re nyugatra található. Észak felé 1 km-re a Majtényi-tó található.

## Története
Kismajtény nevét az oklevelek 1417-ben említik először egy határjárási oklevélben.
1417-ben ecsedi Báthory István és fivére, Báthori Benedek Nagy- és Kismajtényra nyert adományt.
1467-ben Kismajtény határát Dománhidy (Domahidy) András és Báthory András megjáratták.
A fent említett hajdani Kismajtény azonban elpusztult, nyoma sem maradt.
1711. IV. 30.-án itt tették le II.Rákóczi Ferenc kurucai a fegyvert, s keletkezett másnap a Szatmári Béke. A kurucok szabad elvonulást kaptak a Lengyel Királyságba.
1723-ban a település református anyakönyvének feljegyzése szerint gróf Károlyi Sándor engedélyével református magyarok telepedtek le itt, az ún. Ebesfalva telkein, s a helyet Kismajténynak nevezték el, Károlyi Sándor beleegyezésével.
1787-ben építették fel a református templomukat, majd 1867-ben újat építettek.
A község áradásos helyen volt, az egykori Ecsedi-láp szélén, a Kraszna mellett, s a falu az állandó árvizek elől menekülve Károlyi Lajostól megvette a „Messzilátó dombot” örök áron, ott addig csak a „Messzilátó csárda” állt. A falu 1884-1886 között oda költözött át.
Az új helyen a görögkatolikusok 1886-ban, a reformátusok 1892-ben építettek új templomot.
A község régi helyét később Ókismajtény pusztának nevezték el. Határában egy helyet, ahol tégladarabokkal telt dombok vannak, Tagyivárnak neveznek.

## Közlekedés
A települést érinti a Nagyvárad–Székelyhíd–Érmihályfalva–Nagykároly–Szatmárnémeti–Halmi–Királyháza-vasútvonal.

## Nevezetességei

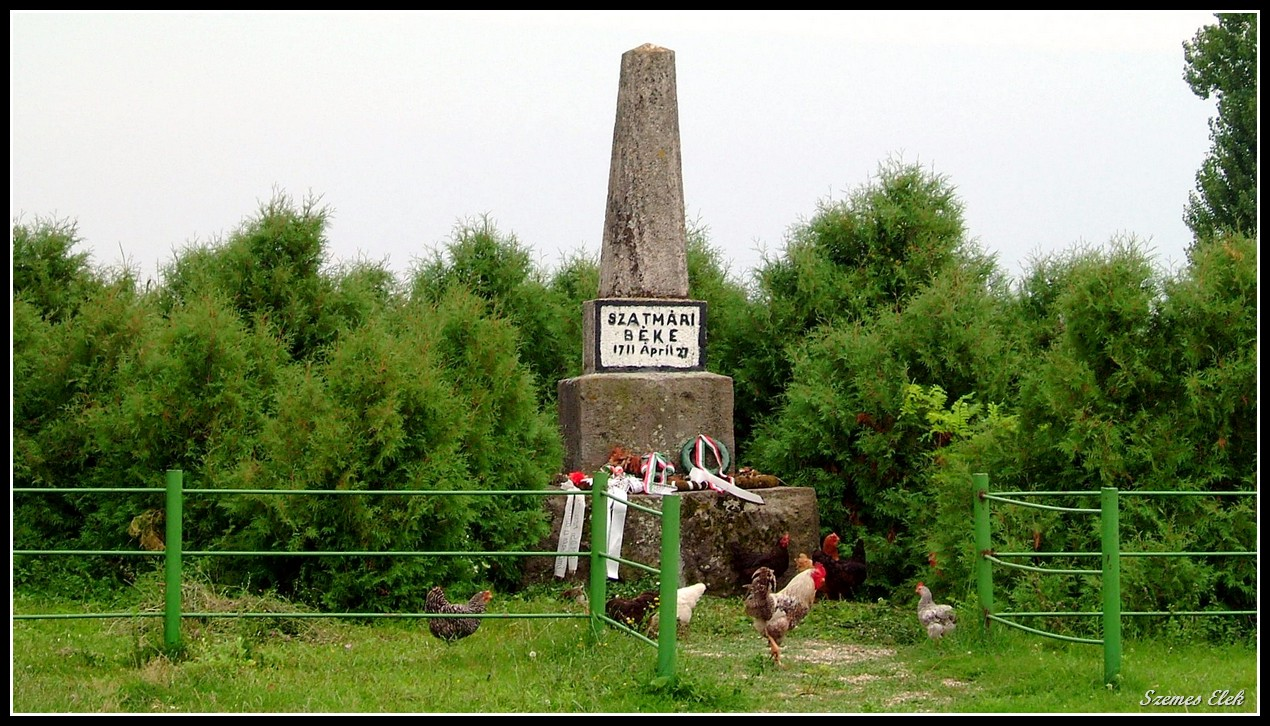
A szatmári béke emlékoszlopa 2012-ben. A magyar történelmi emlékjel a Kismajtény melletti Domahida vasútállomás mögötti területen található

- Református templom, 1892-ben épült.
- Görögkatolikus templom, 1886-ban fejezték be.
- Itt, a majtényi síkon tették le a fegyvert a Rákóczi-szabadságharc katonái 1711. április 30-án.[2] Az eseményt megelőző békeszerződésre emlékeztető obeliszk Domahida vasútállomás mmögött található, a Kismajtény településtől északra. Az emlékoszlopot 1875-ben, az Észak-keleti Vasút Társaság igazgatójának, Ivánka Imrének a kezdeményezésére állították fel. Kismajtény község 1875 novemberében adta meg az engedélyt az emlékműhöz.

A dísztelen obeliszken a "Szatmári Béke" felirat látható, azonban a történelmi esemény dátuma néhány nappal korábbra, 1711 április 27-ére van jelölve. Az emlékjel átvészelte a történelem viharait és még ma is az eredeti helyén áll